# Tengo un libro en las manos
Tengo un libro en las manos va ser un programa de televisió, emès per Televisió Espanyola entre 1959 i 1966. Considerat el primer espai de caràcter cultural en la història de la televisió a Espanya.

## Format
De mitja hora de durada, el programa començava amb una breu dissertació per part del Catedràtic de Teoria Política de la Universitat Complutense de Madrid Luis de Sosa sobre una obra de literatura espanyola o universal. Seguidament, s'escenificava amb actors un fragment de la peça. Va obtenir un dels Premis Ondas 1960 al millor programa cultural espanyol.

## Llista d'episodis (parcial)
- El fin de las esperanzas - 25 juny 1963
  - María Luisa Amado
  - José Blanch
  - José María Escuer
  - Manuel Torremocha
  - Paco Valladares
- La muerte del héroe - 23 juliol 1963
  - Enriqueta Carballeira
  - Jesús Puente
  - María Luisa Rubio
  - Fernando Santos
  - Manuel Torremocha
- Victoria - 4 febrer 1964
  - Ignacio de Paúl
  - Julio Goróstegui
  - Paco Morán
  - Pedro Sempson
  - Luis Varela
- Pena de muerte - 3 març 1964
  - Valeriano Andrés
  - Modesto Blanch
  - Lola Gaos
  - Mary González
  - Pablo Sanz
  - Fernando Sánchez Polack
- Vidas paralelas - 17 març 1964
  - Ana María Morales
  - Paco Morán
  - Fernando Sánchez Polack
  - Manuel Torremocha
  - Asunción Villamil
  - Rosa Álvarez
- El libro de El Escorial - 28 abril 1964
  - José Bódalo
  - Irán Eory
  - José María Escuer
  - Mary González
  - Julio Goróstegui
  - Pedro Sempson
  - Manuel Soriano
  - José Torremocha
- Don Carlos - 12 maig 1964
  - José Bódalo
  - Irán Eory
  - Alfonso Gallardo
  - Emilio Gutiérrez Caba
  - Félix Navarro
  - Rosita Yarza
- Hubo un autor llamado William - 26 de maig de 1964
  - Mercedes Barranco
  - José María Escuer
  - Guillermo Marín
  - Mari Carmen Prendes
- Francisco de Quevedo - 23 de juny de 1964
  - José Blanch
  - Modesto Blanch
  - Vicente Haro
  - Pablo Sanz
  - Manuel Soriano
- Hueste y campaña - 1 de setembre de 1964
  - Paco Morán
  - Manuel Torremocha
  - José María Escuer
  - Juan Ramón Torremocha
  - Pedro Sempson
  - Modesto Blanch
  - Alfonso Gallardo
- El hombre y el miedo - 12 novembre 1964
  - Tomás Blanco
  - Maite Blasco
  - Carlos Larrañaga
  - Paco Morán
  - Juan Ramón Torremocha
  - Rosita Yarza
- Eran Cinco - 28 setembre 1965
  - José Blanch
  - Estanis González
  - Mary González
  - Julio Goróstegui
  - Juan José Otegui
  - Tina Sáinz
- Justicia que manda el rey - 7 juliol 1966
  - Jaime Blanch
  - Modesto Blanch
  - José María Escuer
  - Luis García Ortega
  - Mercedes Prendes
- La mujer y el puente - 14 juliol 1966
  - Modesto Blanch
  - Gemma Cuervo
  - Mary González
  - Carlos Lemos
  - Pedro Sempson
- El acueducto - 4 d'agost de 1966
  - María José Goyanes
  - Emilio Gutiérrez Caba
- El espadín - 11 d'agost de 1966
  - Mercedes Barranco
  - Concha Cuetos
  - Valentín Tornos
- El caballero de Gracia - 18 d'agost de 1966
  - Lola Cardona
  - Conchita Goyanes
  - José Luis Pellicena
- El Grial - 25 d'agost de 1966
  - Jaime Blanch
  - Arturo López
  - Joaquín Pamplona
- El abencerraje y la bella Jarifa - 1 de setembre de 1966
  - María José Alfonso
  - Modesto Blanch
  - Emilio Gutiérrez Caba
  - Pedro Sempson
- Don Juan - 8 de setembre de 1966
  - Jaime Blanch
  - Modesto Blanch
  - Gemma Cuervo
  - Pablo Sanz
  - Pedro Sempson
- Santes Creus - 15 de setembre de 1966
  - José Blanch
  - Modesto Blanch
  - Jesús Puente
  - Víctor Valverde
- Anna Manara - 22 de setembre de 1966
  - José Blanch
  - Mary González
- El akelarre - 29 de setembre de 1966
  - Jaime Blanch
  - Modesto Blanch
  - Lola Cardona
  - Mary González

## Premis
- Premis Ondas 1960